# Comuna Semenivka, Hluhiv
Semenivka (în ucraineană Семенівка) este o comună în raionul Hluhiv, regiunea Sumî, Ucraina, formată din satele Ionîne, Kaliujne, Kravcenkove, Nekrasove și Semenivka (reședința).

## Demografie
Componența lingvistică a comunei Semenivka
     Ucraineană (97,72%)
     Rusă (2,28%)
Conform recensământului din 2001, majoritatea populației comunei Semenivka era vorbitoare de ucraineană (97,72%), existând în minoritate și vorbitori de rusă (2,28%).